# Marie Kristková
Marie Kristková (* 26. listopadu 1936 Branišovice - † 27. června 2024 Zlín) byla česká agronomka, politička Zemědělské strany, poslankyně Sněmovny národů Federálního shromáždění po sametové revoluci a neúspěšná kandidátka na prezidenta ČSFR v roce 1992.

## Biografie
Z rodných Branišovic v okrese Znojmo se musela s rodiči po roce 1938 a záboru této oblasti Německem vystěhovat. Její otec, ing. Ladislav Prucek, byl zemědělským inženýrem. V 50. letech byl politicky pronásledován a vězněn. Marie Kristková absolvovala střední zemědělsko-technickou školu Rožnov pod Radhoštěm a pak provozně ekonomickou fakultu Vysoké školy zemědělské v Praze. Pracovala pak přes deset let v JZD Velké Bílovice ve vedoucí funkci v živočišné výrobě. Vzhledem ke svým postojům během pražského jara v roce 1968 byla v následném období vyloučena z KSČ a donucena opustit své pracoviště. Počátkem 70. let přijala s manželem nabídku zaměstnání v JZD Slušovice, kde působila v řídících funkcích až do sametové revoluce. Po roce 1989 se stala poradkyní pro zemědělskou výrobu DAK Start, jedné z nástupnických firem JZD Slušovice. V srpnu 1991 se stala ředitelkou DAK Start Trenčín.
Po sametové revoluci se politicky angažovala v Zemědělské straně. Ve volbách roku 1992 byla zvolena do české části Sněmovny národů (volební obvod Jihomoravský kraj), kam kandidovala za formaci Liberálně sociální unie, do níž Zemědělská strana přistoupila. Díky preferenčním hlasům byla nejsilnějším kandidátem LSU v Jihomoravském kraji. Ve Federálním shromáždění setrvala do zániku Československa v prosinci 1992.
V červenci 1992 ji poslanci LSU navrhli do volby prezidenta ČSFR na post prezidentky Československa. Šlo o jednu z opakovaných neúspěšných voleb poté, co z volby odstoupil Václav Havel. Volba se odehrála 30. července 1992 a Marie Kristková nezískala potřebný počet hlasů.
V komunálních volbách roku 1994 neúspěšně kandidovala do zastupitelstva města Zlín za Zemědělskou stranu. Měla jednoho syna.
Zemřela ve Zlíně dne 27.června 2024 ve věku 87 let.